# Krzyż Zasługi Sportowej

Baretka krzyża

Krzyż Zasługi Sportowej (fiń. Suomen Urheilun ansioristi) – fińskie odznaczenie za zasługi dla sportu, szczególnie atletyki.

## Historia i insygnia
Krzyż został ustanowiony 1 marca 1945 roku przez prezydenta Finlandii Gustawa Mannerheima w celu nagradzania zarówno wybitnych osiągnięć w sportach, jak i przy organizacji wychowania fizycznego w kraju. Może być nadawany zarówno obywatelom fińskim jak cudzoziemskim.
Krzyż posiada trzy stopnie nadawane przez Ministerstwo Edukacji:
- Krzyż Wielki,
- Krzyż Złoty,
- Krzyż Srebrny.

Nadania odbywały się zawsze w dzień 26 lutego, rocznicę urodzin organizatora wychowania fizycznego w Finlandii prof. Ivara Wilksmana.
Krzyże najwyższego stopnia mogą być nadane w maksymalnej liczbie 12 i mogą je otrzymać wyłącznie obywatele Finlandii za nadzwyczajne osiągnięcia w fińskiej atletyce i na polu wychowania fizycznego.
Oznaka krzyża to emaliowany na niebiesko z białym obramowaniem krzyż kawalerski. W złotym medalionie środkowym awersu, otoczonym zielonym wieńcem laurowym znajduje się wyobrażenie piłki trzymanej przez dwie dłonie, a w medalionie rewersu widzimy heraldyczną różę otoczoną napisem Urheilu – Isanmää (Atletyka – Ojczyzna). Zawieszką jest wieniec laurowy. Krzyż Wielki noszony jest na szyi na wstędze, a krzyże niższych klas na wstążkach piersi. Wstęga i wstążka są niebieska z podwójnymi białymi bordiurami i z poprzecznymi białymi paskami w polu środkowym.